# Harry E. Richter
Harry E. Richter (* 23. April 1847 in Vermillion, Ohio; † 15. Dezember 1911 in Emporia, Kansas) war ein US-amerikanischer Politiker. Zwischen 1899 und 1903 war er Vizegouverneur des Bundesstaates Kansas.

## Werdegang
Harry Richter besuchte die öffentlichen Schulen in Hamilton und Rushville (Indiana), wohin seine Eltern zwischenzeitlich gezogen waren. Trotz seiner Jugend nahm er ab 1864 als Soldat im Heer der Union an der Endphase des Bürgerkrieges teil. Dabei war er an einigen Schlachten beteiligt und wurde auch verwundet. Nach dem Krieg studierte Richter Pharmazie und wurde dann Apotheker. Zusammen mit einem seiner Brüder kam er im Jahr 1871 nach Council Grove in Kansas. Gleichzeitig schlug er als Mitglied der Republikanischen Partei eine politische Laufbahn ein. Diese begann im Gemeinderat von Council Grove. Dort gehörte er auch mehrfach dem Bildungsausschuss an. Zwischenzeitlich war er auch Sheriff im Morris County. Das war zu einer Zeit, als die Gegend noch von Indianern und Cowboys geprägt war und es oft zu gewalttätigen Auseinandersetzungen kam. Richter setzte sich erfolgreich gegen diese Gewalt durch. Später war er auch drei Mal Bürgermeister von Council Grove. Dann wurde er Mitglied und Vorsitzender des Vorstands der Verwaltung des Staatsgefängnisses. Vier Jahre lang gehörte er dem Senat von Kansas und zwei Jahre lang dem Repräsentantenhaus von Kansas an.
1898 wurde Richter an der Seite von William E. Stanley zum Vizegouverneur seines Staates gewählt. Dieses Amt bekleidete er nach einer Wiederwahl im Jahr 1900 zwischen dem 9. Januar 1899 und dem 12. Januar 1903. Dabei war er Stellvertreter des Gouverneurs. Im Jahr 1902 strebte er erfolglos die Nominierung seiner Partei für die Gouverneurswahlen an. Er war unter anderem auch Mitglied der Veteranenorganisation Grand Army of the Republic. Geschäftlich war er sehr erfolgreich mit einer Reihe von Unternehmen. Er starb am 15. Dezember 1911 in Emporia.